# Ildefonso
Ildefonso  è un nome proprio di persona italiano maschile.

## Varianti
- Maschili: Idelfonso[1]
- Femminili: Ildefonsa[2]

### Varianti in altre lingue
- Catalano: Ildefons[4], Hildefons[4]
- Galiziano: Ildefonso[4]
- Germanico: Hiltiuuns[5], Hildifuns[1], Hildefons[6], Ildefons[5]
- Latino: Hildefonsus[1]
- Spagnolo: Ildefonso[6][4], Hildefonso[4]

## Origine e diffusione

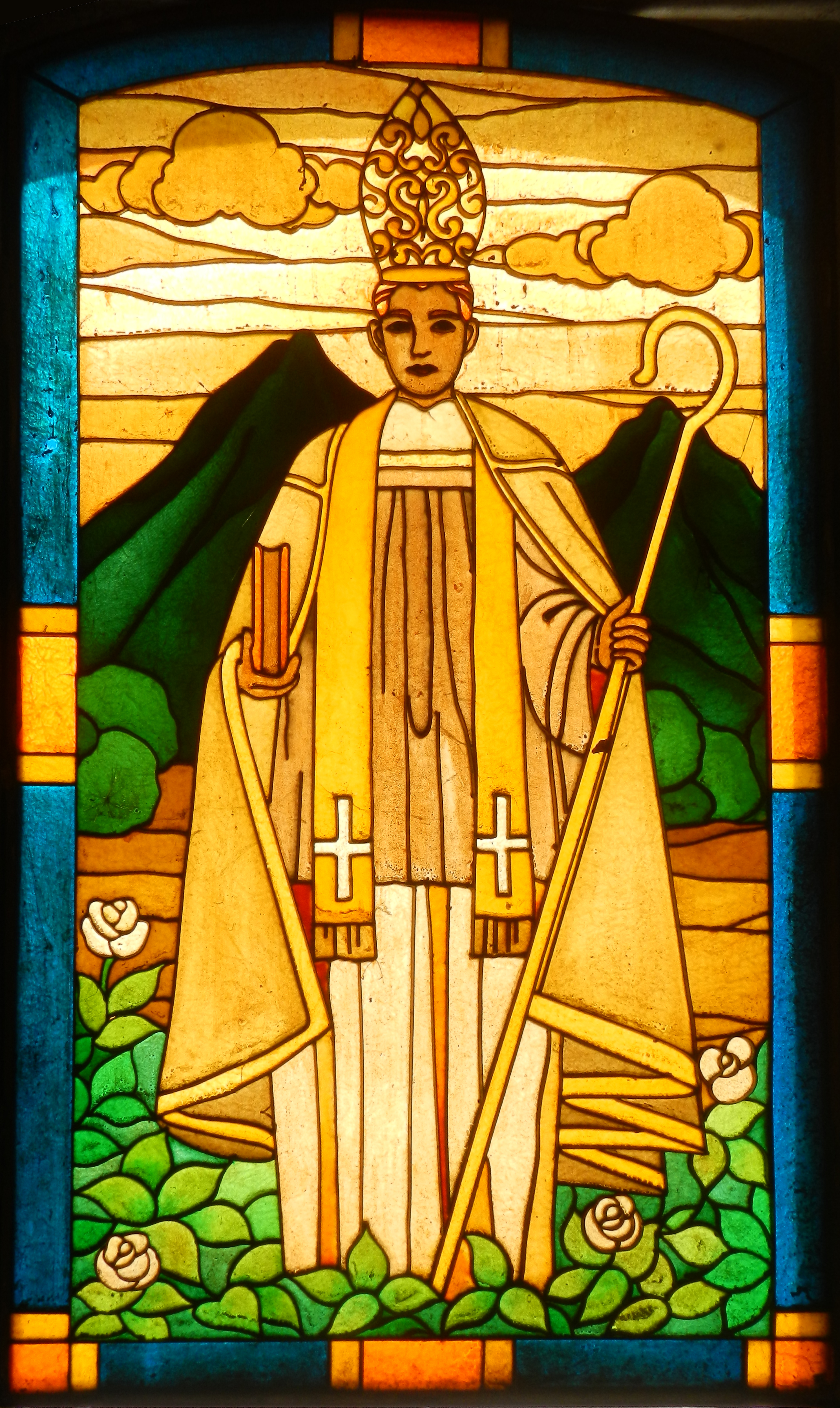
Sant'Ildefonso di Toledo in una vetrata della chiesa di Guiguinto (Filippine)

Si tratta di un adattamento spagnolo del nome germanico, di tradizione visigota, Hildefons; è composto dalle radici hild ("battaglia") e funs ("pronto", "veloce", "valoroso"), quindi può essere interpretato come "pronto alla battaglia" o "valoroso in battaglia". Il primo elemento, comunissimo nell'onomastica germanica, è presente in vari altri nomi (quali Matilde, Clotilde, Romilda, Childerico, Ildebrando...), mentre il secondo si ritrova in Alfonso, nome che, peraltro, potrebbe avere la stessa etimologia di Ildefonso
Il nome, portato da un santo vescovo di Toledo nel VII secolo che si operò per la diffusione del culto mariano, si è diffuso in Italia nel periodo di dominazione spagnola, ed è attestato principalmente in Lombardia.

## Onomastico
L'onomastico si può festeggiare in memoria di più santi, alle date seguenti:
- 23 gennaio, sant'Ildefonso, monaco, scrittore ed arcivescovo di Toledo[3][4][8][9]
- 14 agosto, beato Ildefonso da Armellada, sacerdote cappuccino, ucciso a Gijón, uno dei martiri della guerra civile spagnola[9]
- 15 agosto, beato Ildefonso Alberto Flos, religioso salesiano, ucciso a Benicarló, uno dei martiri della guerra civile spagnola[9]
- 30 agosto, beato Ildefonso Schuster, cardinale e arcivescovo di Milano[8][9]
- 15 settembre, sant'Ildefonso, missionario mercedario, martire con altri compagni in Marocco[8][9]
- 23 ottobre, beato Ildefonso Garcia, sacerdote passionista, ucciso a Manzanares, uno dei martiri della guerra civile spagnola[8][9]

## Persone

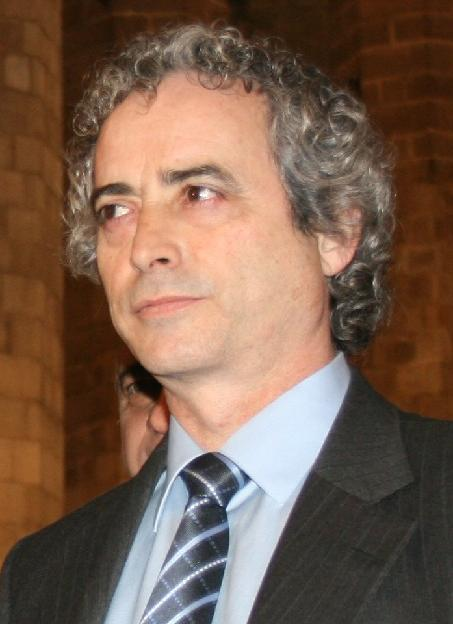
Ildefonso Falcones

- Ildefonso di Toledo, arcivescovo cattolico, scrittore e santo spagnolo
- Ildefonso Falcones, scrittore e avvocato spagnolo
- Ildefonso Joaquín Infante y Macías, vescovo cattolico spagnolo
- Ildefonso Rea, vescovo cattolico e abate italiano
- Ildefonso Rubio, calciatore cileno
- Alfredo Ildefonso Schuster, cardinale e arcivescovo cattolico italiano

### Variante Ildefons
- Ildefons Cerdà i Sunyer, urbanista e ingegnere spagnolo
- Ildefons Lima, calciatore spagnolo naturalizzato andorrano
- Ildefons Pauler, Gran Maestro dell'Ordine Teutonico

## Il nome nelle arti
- Ildefonso de Sventramitis (nell'originale Hildegunst von Mythenmetz) è un personaggio dell'universo immaginario di Zamonia, creato dallo scrittore tedesco Walter Moers.

## Toponimi
- Le isole Ildefonso sono un piccolo arcipelago appartenente al Cile.